# Fakulteta za zgodovinske in umetnostne vede v Münchnu
Fakulteta za zgodovinske in umetnostne vede v Münchnu (nemško Fakultät für Geschichts- und Kunstwissenschaften) je fakulteta, ki deluje v okviru Univerze v Münchnu in je bila ustanovljena leta 1963.
Trenutni dekan je Martin Zimmermann.